# Bösingfeld
Bösingfeld ist mit 4.170 Einwohnern (Stand 31. Dezember 2023) der größte Ort und gleichzeitig der Verwaltungssitz der Gemeinde Extertal im Kreis Lippe am Rande des Weserberglandes.

## Lage
Bösingfeld liegt etwa 50 Kilometer östlich von Bielefeld, 14 Kilometer südlich von Rinteln und 17 Kilometer westlich von Hameln im äußersten Nordosten von Nordrhein-Westfalen direkt an der Grenze zu Niedersachsen. Der Ort liegt an der Exter, einem linken Zufluss der Weser.
Die höchste Erhebung ist mit 371 m Höhe die Hohe Asch im Südosten.

## Geschichte
Der Ort wurde kurz vor dem Jahr 1252 als planmäßige Stadt von den Grafen von Sternberg gegründet, deren Stammsitz, die Burg Sternberg, sich nur wenige Kilometer weiter westlich befindet. Diese Burg beeinflusste auch das Wappen der Gemeinde Extertal. Die Stadt wurde nach dem damals verbreiteten System mit einer Hauptstraße und zwei parallel verlaufenden Nebenstraßen angelegt. Sie besaß keine Stadtmauer; wohl aber eine Burg, deren Spuren heute allerdings nicht mehr sichtbar sind. Später jedoch verlor Bösingfeld die Stadtrechte und wurde zu einem Flecken herabgestuft.
Die mittelalterliche Burg Bösingfeld verfiel im 15. Jahrhundert.
Anlässlich der Landtagswahl in Lippe 1933 hielt Adolf Hitler hier wie auch in weiteren Orten in Ostwestfalen-Lippe zusammen mit anderen sogenannten „NSDAP-Größen“ am 4. Januar 1933 in einem Festzelt vor gut 7000 Zuhörern eine Wahlkampfrede.
Im Zuge der kommunalen Neugliederung wurde die Ortschaft am 1. Januar 1969 ein Bestandteil der neu gegründeten Gemeinde Extertal, deren Hauptort Bösingfeld zum Verwaltungssitz wurde.

### Ortsname
Bösingfeld wurde erstmals im Jahr 1224 unter dem Namen Bosincvelde schriftlich erwähnt.
Folgende Schreibweisen sind ebenfalls belegt: Boesincvelde (1319), Bosinguelde (1348), Bozinckffelde (1359), Bozincvelt (1391), Bozingeuelde (1405), Bossinguelde und Bosingvelden (1442), Bosingkfelde (1487), Bosingfelt (1535, im Landschatzregister), Boßingeßuelde (1536) sowie Bosinckueldt (1562, im Landschatzregister).

## Altes Wappen
| | Blasonierung: „In Silber ein achtstrahliger Stern über einer natürlichen sandsteinfarbenen Zinnenmauer im Schildfuß.“ |
| Wappenbegründung: Die Mauer stellt die Burgzinnen der Bösingfelder Burg dar. Der achtstrahlige Stern lehnt sich an den Stern aus dem ältesten erhaltenen Siegel von 1364 an und stellt die Beziehung zu den ehemaligen Grundherren, den Grafen von Sternberg her. Das Wappen wurde am 7. März 1938 von Reichsstatthalter in Lippe und Schaumburg Lippe verliehen. | |

## Kultur- und Sehenswürdigkeiten

### Bauwerke

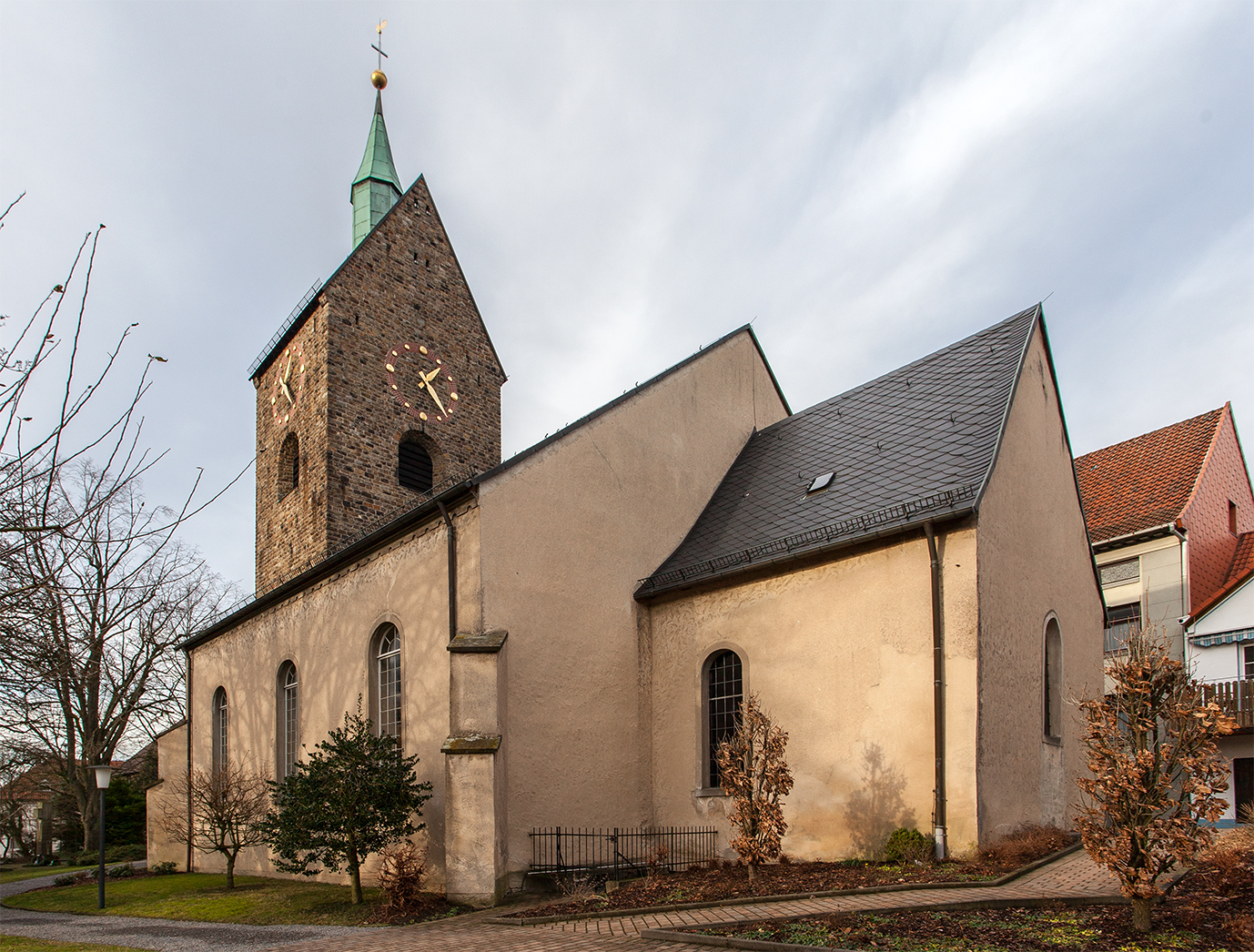
Evangelisch-reformierte Pfarrkirche

- Evangelisch-reformierte Pfarrkirche.[7] Ein erster Kirchenbau ist wohl bereits zur Zeit der Stadterhebung um 1252 entstanden. 1632 wurde der Bau durch einen Brand weitgehend zerstört. Das jetzige, im Kern wohl noch aus dem 15. Jahrhundert stammende Schiff wurde 1708 erneuert. 1853 bis 1857 wurde es durch den lippischen Baurat Ferdinand Ludwig August Merckel „erweitert und verschönert“. Der Turm wurde 1934 neu errichtet, nachdem der mittelalterliche Vorgänger wegen Baufälligkeit niedergelegt werden musste. Bedeutendstes Ausstattungsstück ist die barocke Kanzel mit den Figuren der vier Evangelisten.

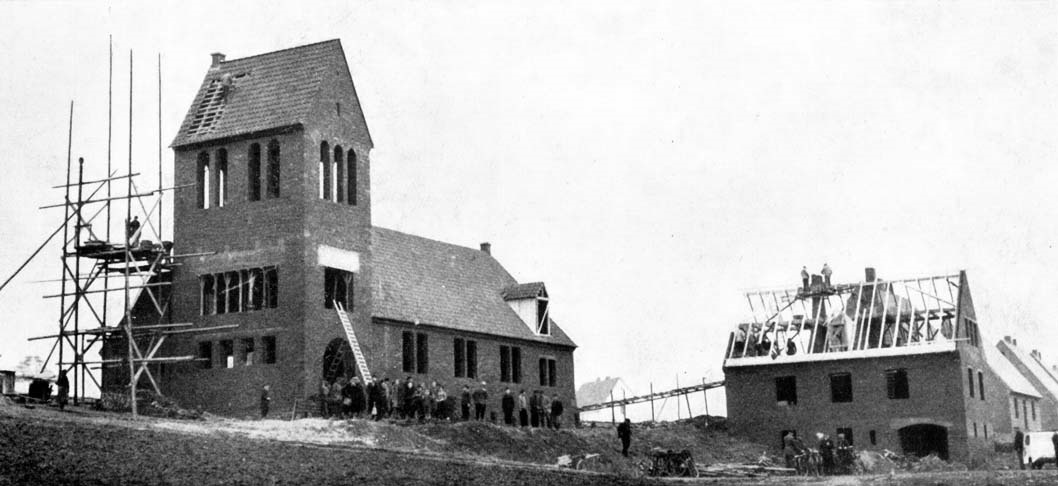
Römisch-katholische Pfarrkirche Heilig Geist und Pfarrhaus in Bösingfeld, Extertal am 24. Dezember 1951

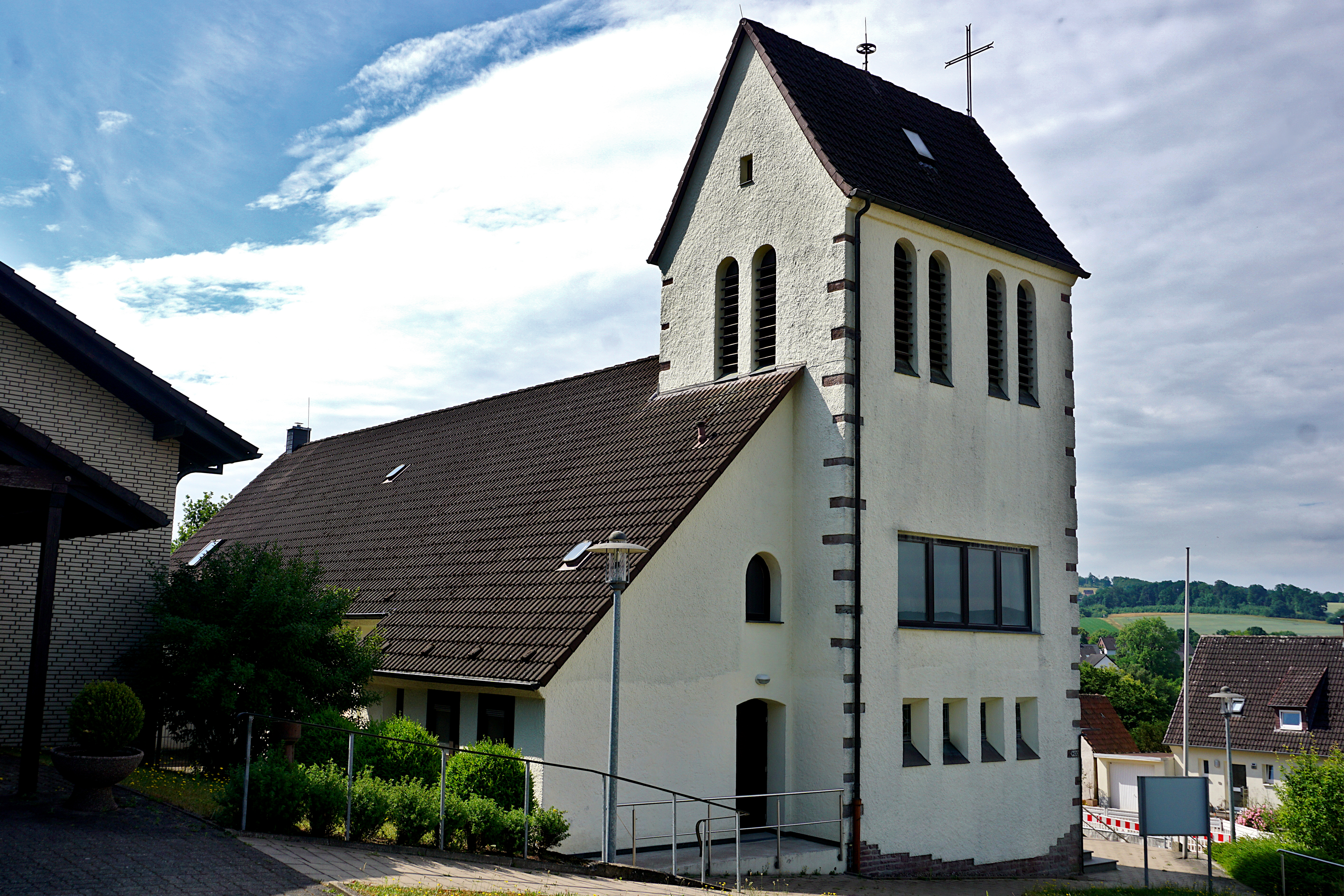
Die Hl.-Geist-Kirche heute

- Römisch-katholische Pfarrkirche Heilig Geist. Die Kirche entstand 1951/52 nach Plänen von Aloys Dietrich und mit Unterstützung des Bonifatiusvereins für aus Schlesien vertriebene Katholiken, die sich ab 1945 in Bösingfeld ansiedelten. Die erste Glocke der Kirche (zum ersten Mal geläutet 1952) wurde 1522 für das damalige Zisterzienser-Kloster Grüssau in Niederschlesien gegossen. Die Glocke hat den Schlagton „D“ und trägt die Inschrift Sit nomen domini benedictum usque in saeculum (Der Name des Herrn sei gepriesen bis in Ewigkeit). Die Bronzeglocke hing bis zum Zweiten Weltkrieg in der katholischen Pfarrkirche St. Laurentius im Grüssauer Nachbardorf Neuen.[8] Wie Zehntausende anderer Glocken aus dem gesamten Deutschen Reich und den besetzten Ländern sollte sie auf Anordnung der Nationalsozialisten während des Zweiten Weltkrieges zur Rohstoffgewinnung eingeschmolzen werden. Nach dem Ende des Zweiten Weltkriegs wurde sie vom Neuener Pfarrer Kleppka auf dem Glockenfriedhof in Hamburg identifiziert und als Patenglocke nach Bösingfeld verbracht, wo sich Geflüchtete und Vertriebene aus Neuen niedergelassen hatten.[9] Kirche und Gemeinde Bösingfeld gehören zum Pastoralverbund Lippe-Detmold des Dekanats Bielefeld-Lippe im Erzbistum Paderborn. Bösingfeld um 1756: Deutlich zu erkennen ist das lippische Drei-Straßenschema

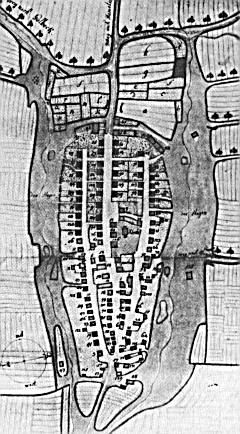
Bösingfeld um 1756: Deutlich zu erkennen ist das lippische Drei-Straßenschema

- Innerhalb des nach dem so genannten Dreistraßensystem (vgl. Lemgo, Blomberg, Barntrup, Horn) angelegten Ortskernes sind infolge starker Umbau- und  Sanierungsmaßnahmen nur noch wenige Fachwerkbauten des 17. bis 19. Jahrhunderts vorhanden, so z. B. Südstraße 11 (bezeichnet 1649) und 13 (wohl ebenfalls noch 17. Jahrhundert). Letzteres wird allerdings durch einen Vorbau neueren Datums erheblich beeinträchtigt. Südstraße 15 mit seinem verschieferten Giebel entstand laut Torbalkeninschrift erst 1811. Als ältestes Haus galt das so genannte Pulverberghaus. Der reich beschnitzte und mit Sollingplatten gedeckte Fachwerkbau von 1628 wurde am 9. August 1976 durch einen Brand zerstört.
- An der Bahnhofstraße befindet sich der jüdische Friedhof Bösingfeld. Der Friedhof mit seinen 33 erhaltenen Grabsteinen (Mazewot) ist ein geschütztes Baudenkmal.

## Infrastruktur
- Straße:

Westlich von Bösingfeld verläuft die in den Jahren 1968/69 erbaute Extertalstraße, die Landstraße L 758. In den Jahren 1986/87 wurde die nach Hameln führende L 432 als Umgehungsstraße nördlich um den Ortskern geführt. Die nächstgelegene Autobahnauffahrt befindet sich 17 Kilometer nördlich bei Bad Eilsen an der A 2.
- Schiene:

1927 erhielt Bösingfeld durch den Bau der Extertalbahn Anschluss an das Schienennetz. Die Strecke wurde 1969 für den Personenverkehr stillgelegt, der Güterverkehr wurde noch bis 2001 durchgeführt. Die nächstgelegenen Bahnhöfe befinden sich in Lemgo, Rinteln, Hameln und Bad Pyrmont. ICE-Stationen gibt es in Bielefeld, Herford, Paderborn und Hannover.
- Luftfahrt:

Die nächsten bedeutenden Flughäfen sind Hannover und Paderborn/Lippstadt.

## Wirtschaft und Tourismus
Auch wenn die Gegend um Bösingfeld nach wie vor eher landwirtschaftlich geprägt ist, spielt die Agrarwirtschaft praktisch keine Rolle mehr. Die Industrie wird geprägt durch kleine und mittelständische Betriebe. Der Tourismus spielt nur eine untergeordnete Rolle. Zu erwähnen sind jedoch die in den Sommermonaten stattfindenden Fahrten der Museumsbahn auf der Landeseisenbahn Lippe sowie die von Rinteln ausgehenden Fahrten mit der Fahrraddraisine.

## Persönlichkeiten
In Bösingfeld geboren
- Julius Kleeberg (1894–1988), deutsch-israelischer Pathologe und Hochschullehrer
- Karl Hermann Haack (* 1940), deutscher Politiker (SPD), von 1998 bis 2005 Beauftragter der Bundesregierung für die Belange behinderter Menschen

Personen mit engem Bezug zu Bösingfeld
- Pinar Atalay (* 1978), deutsch-türkische Radio- und Fernsehmoderatorin
- Casper (bürgerlich Benjamin Griffey) (* 1982), deutsch-amerikanischer Rapper und Rap-Rock-Künstler